# Juan de la Verta
Juan de la Verta fue un escultor español, llamado de La Roca, nacido en Aragón. Floreció en el siglo XV.
A petición de Felipe el Bueno, duque de Borgoña, marchó a Dijon en 1444, para ejecutar, mediante el pago de 4.000 libras el sepulcro de Juan Sin Miedo. En 1461, no estando aún terminado, se le unió a él otro escultor, llamado Antoine Le Moiturier. Verta, que frecuentemente usó el nombre de Juan de Drogues, fue hábil escultor, como lo demuestran las estatuas de los duques de Borgoña y las esculturas que se conservan el Museo de Dijón en la actualidad. 
Fue un hombre de carácter muy violento, hasta el extremo que en 1448 fue encarcelado y multado por injurias e intento de asesinato del alcalde de Dijon.